# 펜서콜라 아이스 플라이어스
| 펜서콜라 아이스 플라이어스 |                                                   |
| 설립연도                   | 2009년                                            |
| 해체연도                   |                                                   |
| 역사                       | 펜서콜라 아이스 플라이어스 (2009년~현재)          |
| 경기장                     | 펜서콜라 베이 센터                                |
| 연고지                     | 플로리다주 펜서콜라                               |
| 상징색                     | 감색, 회색, 하양                                  |
| 구단주                     | 그렉 해리스 데이비드 J. 말로니 닥터 스튜어트 할린 |
| 단장                       |                                                   |
| 감독                       | 로드 알도프                                       |
| 정규시즌 우승              | 1 (2014)                                          |
| 플레이오프 우승            | 3 (2013, 2014, 2016)                              |
| 영구 결번                  |                                                   |

펜서콜라 아이스 플라이어스(Pensacola Ice Flyers)는 미국 플로리다주 펜서콜라를 연고지로 하는 SPHL 소속 아이스 하키팀이다.

## 역대 홈경기장
| 경기장                     | 사용기간    | 수용인원 | 장소                | 비고 |
| -------------------------- | ----------- | -------- | ------------------- | ---- |
| 펜서콜라 아이스 플라이어스 |             |          |                     |      |
| 펜서콜라 베이 센터         | 2009년~현재 | 8,150명  | 플로리다주 펜서콜라 | 빈칸 |

## 같이 보기
- 펜서콜라 아이스 파일럿츠